# 천상의 검
《천상의 검》(Sword Of Heaven)은 미국에서 제작된 바이른 메이어스 감독의 1985년 액션, 범죄, 판타지 영화이다. 야마시타 타다시 등이 주연으로 출연하였다. 

## 출연

### 주연
- 야마시타 타다시
- 멜 노박
- 빌 월리스
- 비너스 존스
- 크리스 카사마사
- 루 카사마사
- 윌리엄 겐트

### 조연
- 제라르드 오카무라
- 카렌 쉐퍼드
- 프레더릭 롱
- 게리 깁슨

## 기타
- 공동제작: 브릿 로먼드
- 배역: 크리스탈 쇼